# Тельмінська сільська рада (Берестейський район)
52°7′31″ пн. ш. 23°53′9″ сх. д. / 52.12528° пн. ш. 23.88583° сх. д.
Тельмінська сільська́ ра́да (біл. Тэ́льмінскі сельсавет) — адміністративно-територіальна одиниця у складі Берестейського району, Берестейської області Білорусі. Адміністративний центр сільської ради — село Тельми-1.

## Розташування
Тельмінська сільська рада розташована на крайньому південному заході Білорусі, на заході Берестейської області, на схід — північний схід від обласного та районного центру Берестя. На заході вона межує із містом Берестя, на північному заході — із Чернинською сільською радою, на північному сході та сході — із Жабинківським районом, на півдні — із Мухавецькою сільською радою.
Найбільша річка, яка протікає територією сільради із сходу на захід — Мухавець (150 км) права притока Західного Бугу — (басейн Вісли). Великих озер на території сільради немає.

## Склад
До складу Тельмінської сільської ради входить 12 населених пунктів.
| Населений пункт | Тип  | Населення, осіб (2009) | Координати                                                           |
| --------------- | ---- | ---------------------- | -------------------------------------------------------------------- |
| Тельми-1        | село | 1985                   | 52°7′5″ пн. ш. 23°49′41″ сх. д. / 52.11806° пн. ш. 23.82806° сх. д.  |
| Булькове        | село | 33                     | 52°7′17″ пн. ш. 23°55′52″ сх. д. / 52.12139° пн. ш. 23.93111° сх. д. |
| Буяки           | село | 19                     | 52°8′43″ пн. ш. 23°55′18″ сх. д. / 52.14528° пн. ш. 23.92167° сх. д. |
| Кошелеве        | село | 86                     | 52°8′21″ пн. ш. 23°51′3″ сх. д. / 52.13917° пн. ш. 23.85083° сх. д.  |
| Лідимо          | село | 8                      | 52°9′18″ пн. ш. 23°53′49″ сх. д. / 52.15500° пн. ш. 23.89694° сх. д. |
| Малі Косичі     | село | 157                    | 52°7′35″ пн. ш. 23°49′50″ сх. д. / 52.12639° пн. ш. 23.83056° сх. д. |
| Очки            | село | 30                     | 52°8′56″ пн. ш. 23°54′27″ сх. д. / 52.14889° пн. ш. 23.90750° сх. д. |
| Смолін          | село | 13                     | 52°8′30″ пн. ш. 23°52′16″ сх. д. / 52.14167° пн. ш. 23.87111° сх. д. |
| Тельми-2        | село | 273                    | 52°7′19″ пн. ш. 23°51′29″ сх. д. / 52.12194° пн. ш. 23.85806° сх. д. |
| Хаби            | село | 81                     | 52°7′52″ пн. ш. 23°54′36″ сх. д. / 52.13111° пн. ш. 23.91000° сх. д. |
| Шебрин          | село | 94                     | 52°5′59″ пн. ш. 23°53′42″ сх. д. / 52.09972° пн. ш. 23.89500° сх. д. |
| Ямне            | село | 231                    | 52°5′45″ пн. ш. 23°50′7″ сх. д. / 52.09583° пн. ш. 23.83528° сх. д.  |

Населенні пункти, які рішенням Берестейської обласної Ради депутатів від 21 грудня 2007 року були вилучені із складу сільської ради:
- Вичулки — село
- Нові Задворці — село
- Плоска — село
- Старі Задворці — село

## Населення
За переписом населення Білорусі 2009 року чисельність населення сільської ради становило 3010 осіб.

### Національність
Розподіл населення за рідною національністю за даними перепису 2009 року:
| Національність                | Осіб | Відсоток |
| ----------------------------- | ---- | -------- |
| білоруси                      | 2608 | 86,64 %  |
| росіяни                       | 223  | 7,41 %   |
| українці                      | 126  | 4,19 %   |
| поляки                        | 28   | 0,93 %   |
| національність не вказана     | 7    | 0,23 %   |
| вірмени                       | 4    | 0,13 %   |
| національність не повідомлена | 3    | 0,10 %   |
| азербайджанці                 | 2    | 0,07 %   |
| греки                         | 2    | 0,07 %   |
| татари                        | 1    | 0,03 %   |
| литовці                       | 1    | 0,03 %   |
| казахи                        | 1    | 0,03 %   |
| марійці                       | 1    | 0,03 %   |
| лезгини                       | 1    | 0,03 %   |
| аварці                        | 1    | 0,03 %   |
| хакаси                        | 1    | 0,03 %   |
| Разом                         | 3010 | 100 %    |